# Kokzidiose
Als Kokzidiose bezeichnet man Erkrankungen durch Einzeller, die sogenannten Kokzidien (Klasse: Sporozoen). Sie gehören zu den Protozoeninfektionen. Die Kokzidien befallen vor allem den Darm, bei einigen Tieren auch Leber und Niere (Nierenkokzidiose bei Geflügel, Meerschweinchen, Fledertieren und Pferd). Kokzidiosen spielen bei verschiedenen Haustieren eine größere Rolle als Jungtiererkrankung.
Wirtschaftlich bedeutsam sind:
- Kokzidiose des Rindes
- Kokzidiose des Schafes
- Kokzidiose der Kaninchen
- Kokzidiosen des Geflügels
  - Kokzidiose der Hühnervögel

Weitere Kokzidiosen:
- Kokzidiose des Meerschweinchens
- Kokzidiose der Eichhörnchen
- Kokzidiose der Feldhasen
- Kokzidiose der Hunde
- Kokzidiose der Katzen
- Kokzidiose der Fische

Humanmedizin:
- Kokzidiose (Cystoisosporiasis oder Isosporiasis) beim Menschen durch Cystoisospora belli.